# Źródła i zasady zbierania danych o stanie zdrowia
Źródła i zasady zbierania danych o Stanie Zdrowia populacji, którymi dysponuje epidemiologia dzielimy na – pierwotne (bezpośrednie) oraz wtórne (pośrednie).

## Pierwotne źródła informacji
Za źródła pierwotne uznaje się te, które są gromadzone przez epidemiologa z pierwotnym przeznaczeniem do analizy epidemiologicznej. Informacje o stanie zdrowia określonych populacji uzyskujemy na drodze:
- badań przesiewowych (badań skriningowych)

Badanie skriningowe to stosowanie prostych, operatywnych testów, mających na celu wstępne selekcjonowanie z całej zbiorowości ludzkiej osobników, którzy prawdopodobnie dotknięci są chorobą lub wadą, bądź w większym stopniu od pozostałych są na nie narażeni. Badana te dają możliwość uzyskania danych pozwalających na bardziej dokładną ocenę częstości występowania poszczególnych chorób w społeczeństwie.
Badania skriningowe mają na celu jak najwcześniejsze wykrycie chorób w początkowym okresie ich przebiegu i niedopuszczenie do pełnego rozwoju zmian chorobowych. Jednocześnie wpływają na zmniejszenie chorobowości i umieralności populacji.
- badań specjalnych (badań epidemiologicznych; wyczerpujących lub częściowych)

Celem badań epidemiologicznych jest ustalenie częstotliwości występowania różnych chorób oraz ich rozmieszczenie w poszczególnych grupach ludności. Mają też na celu prześledzenie związków pomiędzy natężeniem występowania chorób, ciężkością przebiegu a różnymi czynnikami środowiskowymi. Zależnie od celu, zakresu i problemu, którego dotyczą badania, są specjalne wymagania pod względem planowania i organizacji. Podstawowa zasada polega na konieczności opracowania możliwie szczegółowego planu przed rozpoczęciem badań.
Wiele metod uzyskiwania informacji pozwala na dogłębne badanie problemu. Obecnie korzysta się najczęściej z komputerowych programów statystycznych (kwestionariuszy).

## Wtórne źródła informacji
Wtórne źródła uzyskuje się na podstawie wcześniejszych badań pierwotnych.
Stan zdrowia populacji mierzony jest częstotliwością występowania chorób i zgonów populacji.

## Syntetyczne miary zdrowia
- Wskaźnik lat zdrowego życia (healthy life years – HLY) jest kompleksową miarą zdrowia w aspekcie ekonomiczno-społecznym[1][2].
- Wskaźnik lat życia skorygowanych niepełnosprawnością (disability adjusted life years – DALY) – jest to kompleksowy wskaźnik stanu zdrowotnego, obejmujący chorobowość, umieralność, niepełnosprawność i czynniki zagrożenia zdrowia[3][4][5][6].